# Xerardo Neira
Xerardo Neira (Santiago de Compostela, 1978) es un escritor, guionista y periodista en lengua gallega. También es biólogo titulado y matemático aficionado. Es hermano del también escritor Henrique Neira.

## Trayectoria
Estudió biología en la Universidad de Santiago de Compostela. Trabajó en los periódicos El Correo Gallego, O Correo Galego y Galicia Hoxe. También participó en la producción de la serie documental Doutra banda para la Televisión de Galicia.

## Obra
Autor:
- O rei dos lobos, 2006.
- Perigo biolóxico, en GZ Crea 2006 Certame galego de creadores novos-relato, 2007.
- O asegurador de OVNIs, 2007.
- Cultura.rede: 1.001 webs para coñecer a cultura de Galicia, 2007.

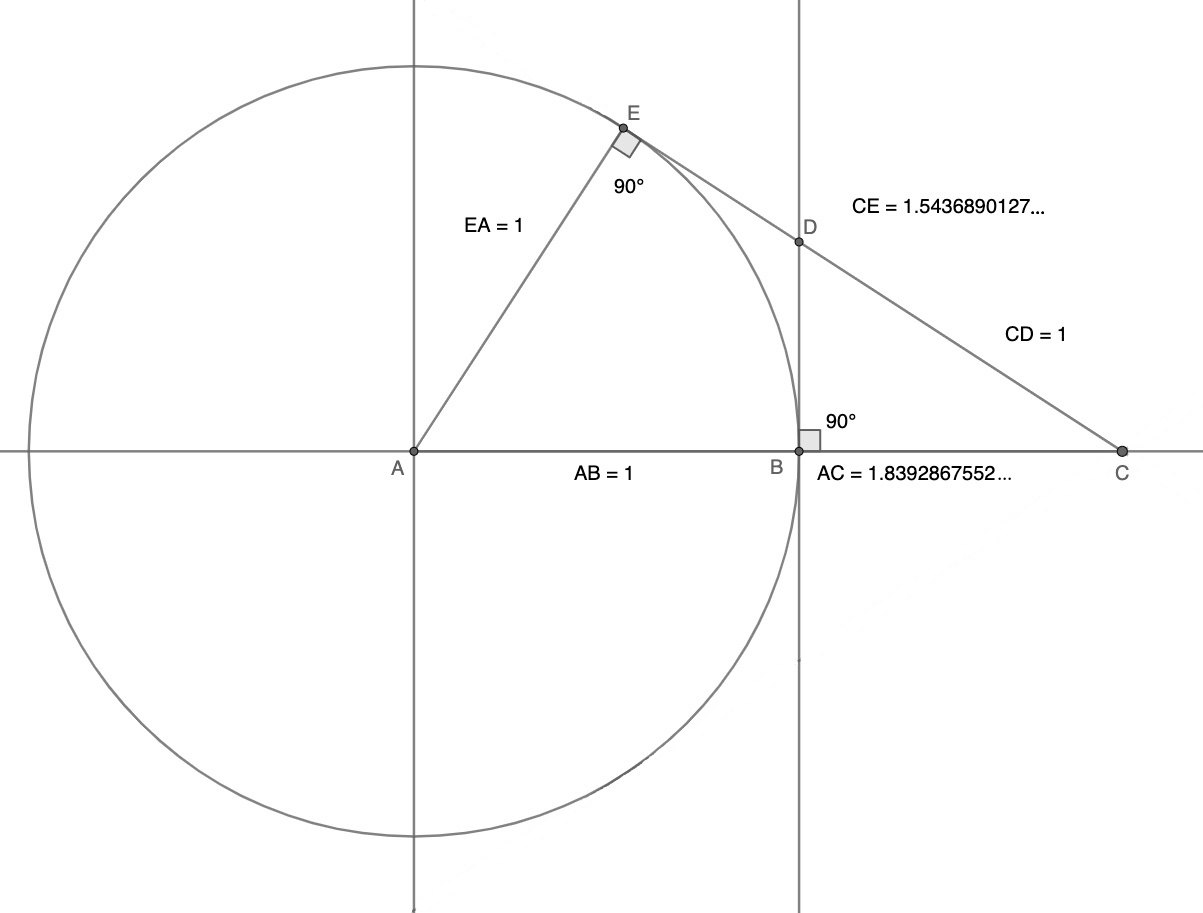
Una construcción geométrica de la constante de Tribonacci (AC), con compás y regla marcada, de acuerdo al método descrito por Xerardo Neira.

- Una construcción geométrica de la constante de Tribonacci (AC), con compás y regla marcada, de acuerdo al método descrito por Xerardo Neira.A lenda do comebrasas, en Premios GZ Crea de Relato 2007, 2008.
- A orella de Jenkins, en VIII Certame Literario de Relatos Curtos Os Viadutos, 2008.
- O capador de boinas, 2013.
- O reloxeiro de Einstein, en Ciencia que conta 2012, 2013.
- O Apalpador do Meridiano", en "Fototexto II, 2014.

Coautor:
- O Val do Ulla. Unha comarca natural, 2006.
- XXV Fitos da Cultura Galega, 2008.
- As pontes do río Ulla. Natureza e cultura, 2013.
- Sarandón: anacos de historia, 2014.

Producción científica:
- A geometric construction of the tribonacci constant with marked ruler and compass, 2020.